# Nits
Nits is een Nederlandse popgroep die in 1974 werd opgericht. De kern van de band bestaat uit zanger en tekstschrijver Henk Hofstede, Rob Kloet (percussie) en Robert Jan Stips (toetsen). De naam is gebaseerd op het Engelse woord voor neten. Aanvankelijk was het The Nits, met lidwoord.

## Verloop
De band was vooral in de jaren 80 zeer populair. De groep had hits met nummers als Nescio, In the Dutch Mountains, Adieu, Sweet Bahnhof, Sketches Of Spain en J.O.S. days. In zowel binnen- als buitenland ontvangen zij nog steeds lof met hun platen en optredens. Albums waarmee de band de Top 10 haalde zijn Omsk (1983), In the Dutch Mountains (1987), Urk (1989), Doing The Dishes (2008) en Hotel Europa (2015).

### 1974-1982: debuut,Tent,New FlatenWork

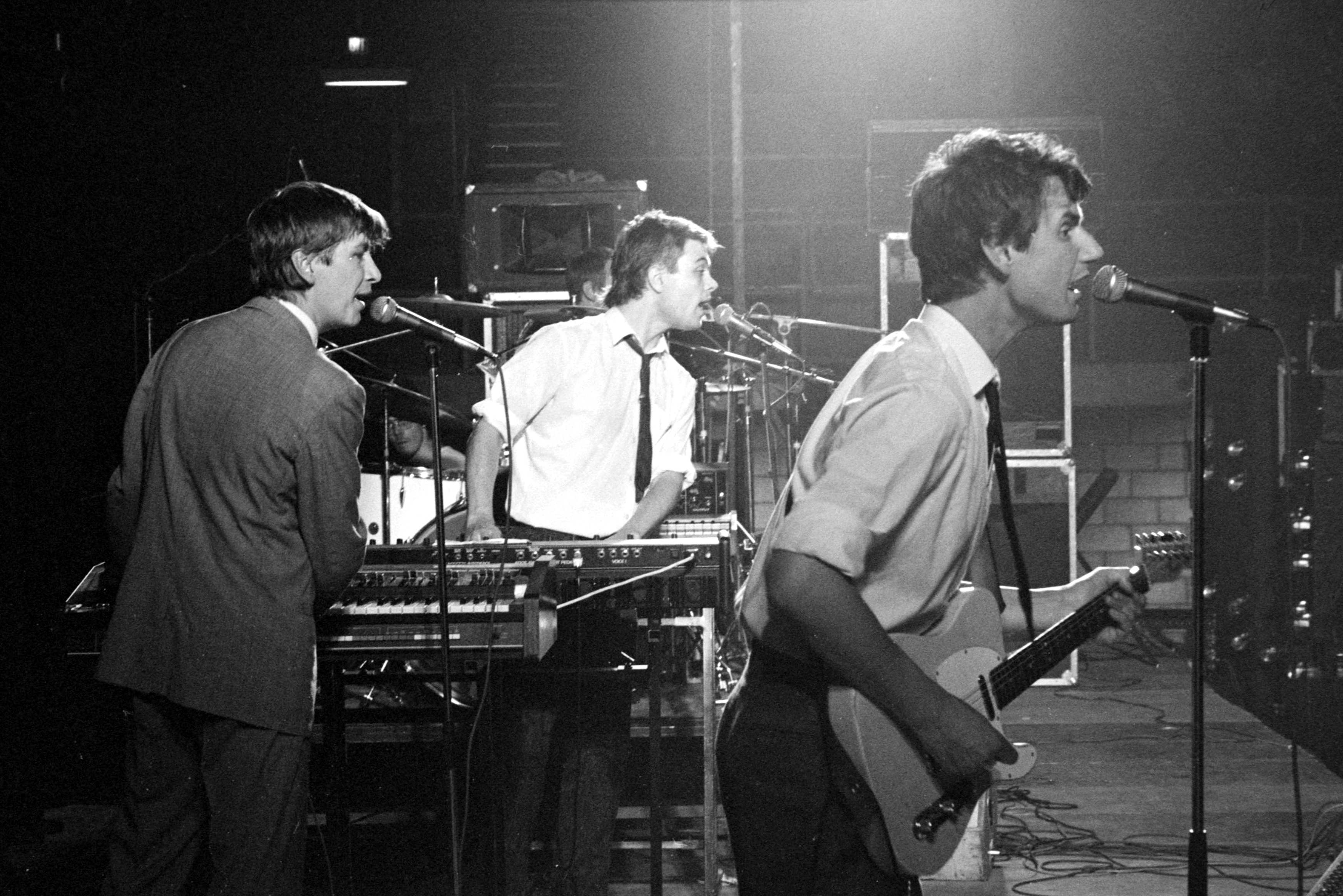
Henk Hofstede, Robert Jan Stips en Michiel Peters in Beyneshal, Haarlem, 1982

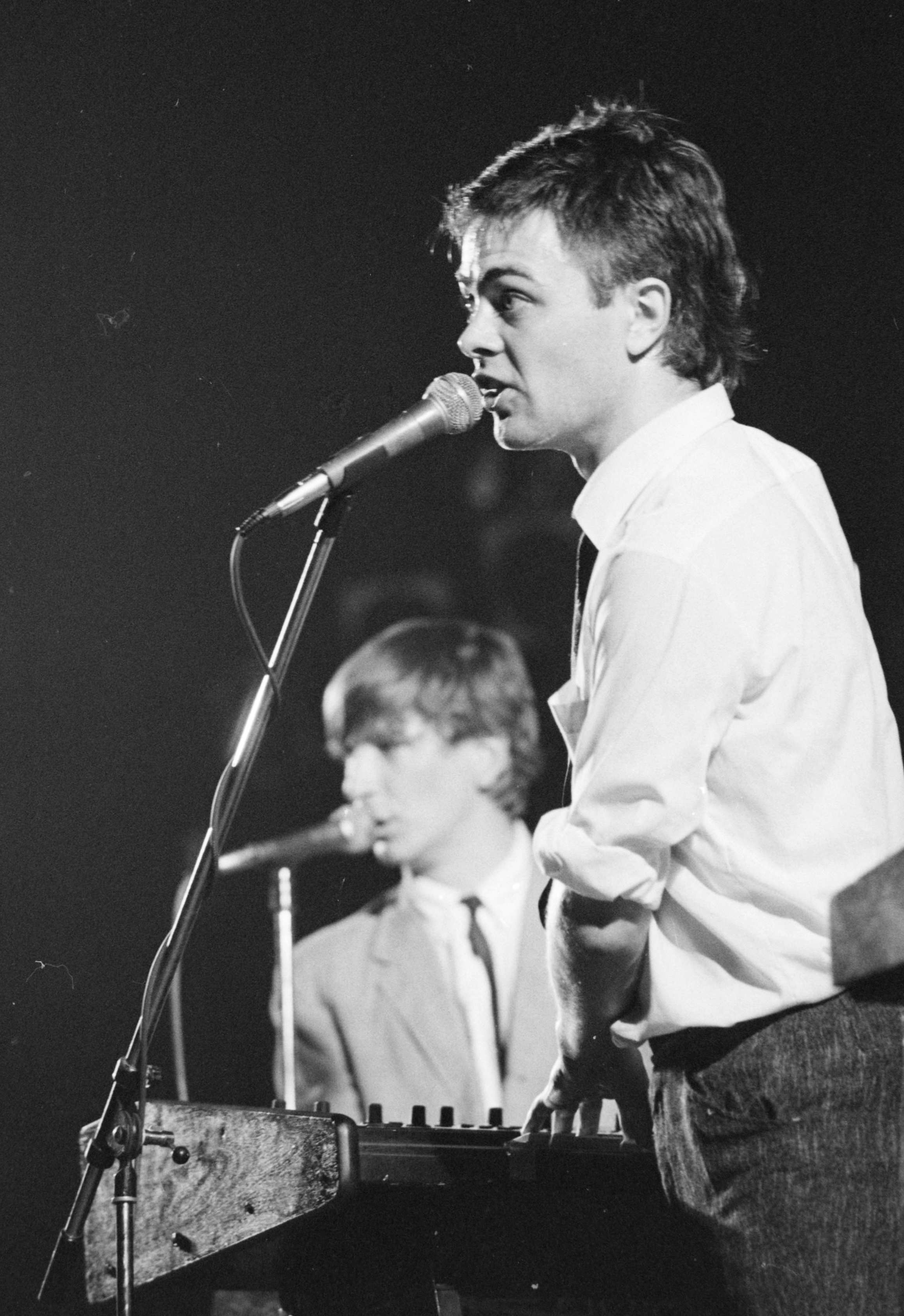
Henk Hofstede en Robert Jan Stips in Beyneshal, Haarlem, 1982

Henk Hofstede en Alex Roelofs, studenten aan de Gerrit Rietveld Academie in Amsterdam, richtten in 1974 samen met Michiel Peters en Rob Kloet The Nits op. Het eerste concert was op 12 december dat jaar, tijdens een studentenfeest in De Brakke Grond in Amsterdam. Aan een optreden op OOR's Eerste Nederlandse Groepen Presentatie in het Amsterdamse Paradiso, op 25 oktober 1975, hielden ze een platencontract over. Bij Burdorf Booking – een sublabel van Dureco – mochten ze in 1976 een single opnemen. Yes Or No werd in 1977 uitgebracht. Ze kwamen ermee in Toppop, maar omdat de single bijna niet verkrijgbaar was, zat er net geen top-40-notering in.
In september 1978 verscheen in beperkte oplage het album The Nits. De band trad steeds vaker op en met het nummer Tutti Ragazzi deed de groep mee aan de OOR-elpee Keihard & Swingend. De Haagse manager Aad Link was gecharmeerd van de band en zocht met producer Robert Jan Stips contact met platenmaatschappij CBS, het latere Sony. The Nits werden vrijgekocht en tekenden een contract.
Eind 1979 kwam het album Tent uit. Tutti Ragazzi, dat in een andere versie ook al op het debuutalbum stond, was de eerste hitsingle. De opvolger New Flat (1980) werd in het buitenland warm onthaald. Dat was voor de band reden om te gaan toeren in West-Duitsland.
Na het uitkomen van de elpee Work, in 1981, stapte Alex Roelofs uit de groep. Hij had genoeg van het reizen. Zijn plaats werd ingenomen door producer en toetsenist Robert Jan Stips, die eerder speelde bij Supersister, Golden Earring, Sweet d'Buster en Transister.

### 1983-1991: vanOmsktotIn the Dutch Mountainsen vanUrktotGiant Normal Dwarf
In maart 1983 verscheen Omsk, waarop zangeressen Mathilde Santing en Fay Lovsky zijn te horen. De single Nescio kwam in de top 10, evenals het album. Dit betekende de definitieve doorbraak van The Nits. De groep ontving een Edison. In hetzelfde jaar kwam het mini-album Kilo uit. Wederom haalde de band de hitparade, nu met Sketches Of Spain.
Met behulp van Jaap Eggermont, de producer van Stars on 45, werd Adieu, Sweet Bahnhof (1984) opgenomen. Voor de titelsong – die een Nits-klassieker zou worden – werd een videoclip opgenomen. Na het verschijnen van het album – waarop ook o.a. songs als Mask, The Tender Trap en Think It Over stonden – stapte zanger/gitarist Michiel Peters uit de band. Het muzikantenleven beviel hem niet meer.
In 1986 verscheen het album Henk, met o.a. Bike In Head, Home Before Dark en Typist Of Candy. Bassiste Joke Geraets trad vlak daarna toe tot de band.
In the Dutch Mountains (1987) werd live opgenomen in de eigen Werf-studio in Amsterdam. Het titelnummer werd een hit. Het album werd het tweede Top 10 album van de band. Ook in het buitenland deden de single en het album het goed. Tweede single J.O.S. days kwam eveneens in de Top 40. The Nits ontvingen wederom een Edison, en een gouden plaat. 

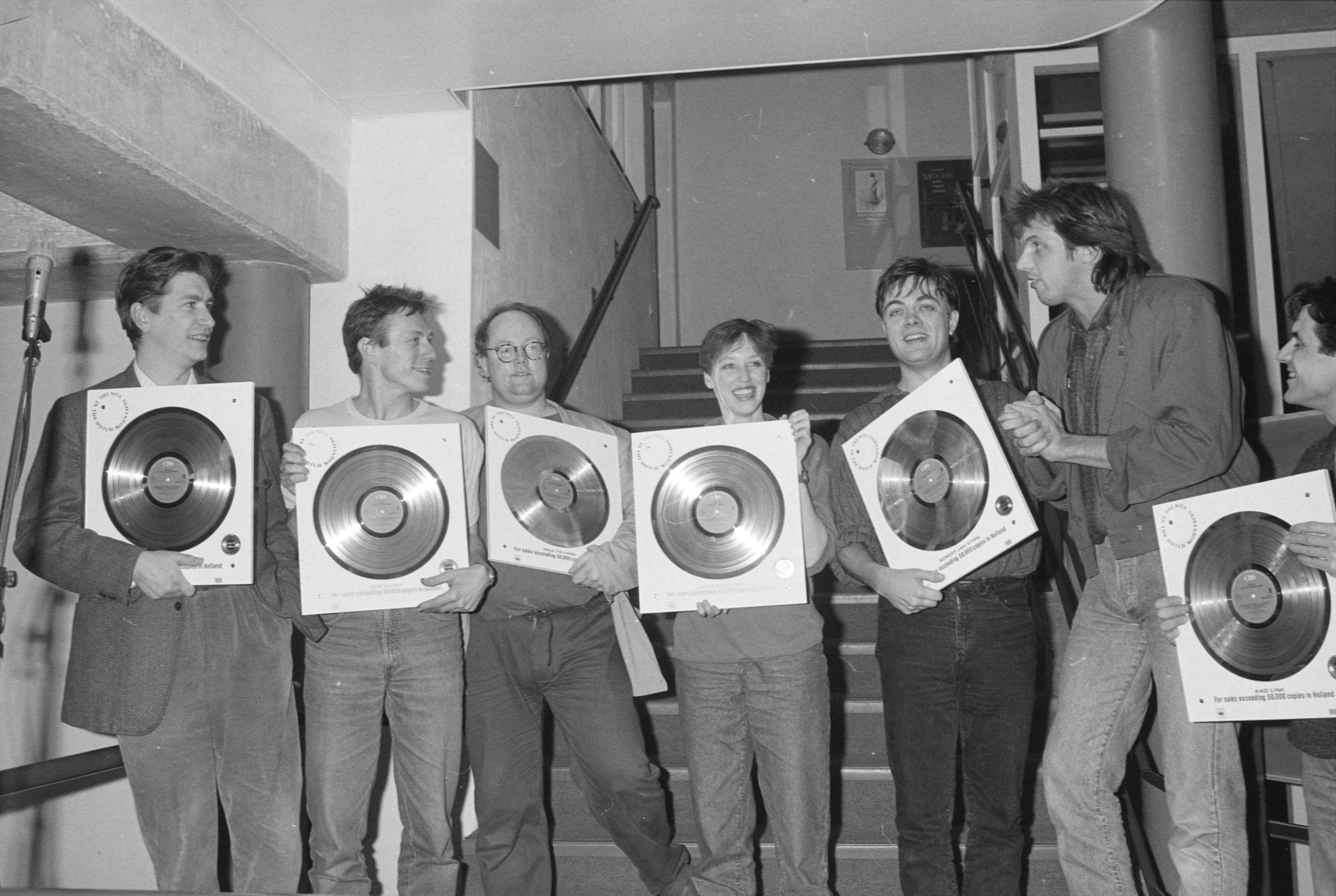
Uitreiking gouden plaat voor In the Dutch Mountains, 1988. V.l.n.r. Henk Hofstede, Rob Kloet, Paul Telman, Joke Geraets, Robert Jan Stips, Jan Douwe Kroeske, Tom Telman

In 1988 verscheen het mini-album Hat. Het nummer The Dream bereikte de Top 40. Ook The Train kreeg veel aandacht. In maart 1989 trad "groepa Nits" op in het Rossia-theater in Moskou – vanaf dat moment zonder "The" (het Russisch kent geen lidwoorden en de th-klank). Bij terugkomst in Nederland ontving de band voor de derde maal een Edison. Bovendien kreeg ze de BV Popprijs.
Aan het eind van 1989 verscheen het album Urk. Het bevatte 29 live-songs, opgenomen in Amsterdam, Utrecht en Moskou in de winter van 1988-1989. Live-single Adieu, Sweet Bahnhof – voorzien van een nieuwe videoclip – werd een Top 40 en radiohit. Het album behaalde de top 3 van de album charts. Voor het eerst in de geschiedenis van de nederpop werden van een driedubbel-elpee meer dan 100.000 exemplaren verkocht. De band kreeg een Gouden Harp van de Stichting Conamus. Het volgende album was Giant Normal Dwarf. Ook hiervoor kreeg de band weer een Edison. Single Radio Shoes ging naar nr. 31 van de Single Top 100. Joke Geraets verliet wegens een spieraandoening de groep.

### 1992-1996:Ting,Hjuvi,dA dA dAen FRITS
In 1992 kwam de cd Ting uit. De single Soap Bubble Box stond drie weken in de hitparade. Op het album werkte Nits met een beperkt instrumentarium: bekkens, pauken en piano, soms aangevuld met cello en viool. Martin Bakker (ex-Gruppo Sportivo) en Peter Meuris (ex-Tapes, ex-Mathilde Santing Ensemble) waren de gastmuzikanten. Later traden ze toe tot de band.
Ook in 1992 componeerde Robert Jan Stips, bijgestaan door Hofstede en Kloet, het stuk Hjuvi, a rhapsody in time. Het werd uitgevoerd door het Radio Symfonie Orkest, uitgezonden op tv en uitgebracht op cd. In 1994 verscheen dA dA dA, het eerste Nits-album dat ook in de Verenigde Staten werd uitgebracht.
Eind 1994 en begin 1995 trad Nits op met Freek de Jonge in het Nieuwe de la Mar Theater en Carré. Onder de naam FRITS bracht de band oa. liedjes van Neerlands Hoop. Van In the Dutch Mountains werd een Nederlandstalig lied gemaakt: Dankzij de dijken. Dat is ook de titel van de cd die in 1995 verscheen.
Na de verschijning in 1995 van het eerste Nits-verzamelalbum Nest (in gelimiteerde oplage ook verkrijgbaar met een album vol zeldzame en onuitgebrachte opnamen, Quest, en de video-compilatie Vest) volgde een uitgebreide Europese tournee. Nits gaf op 24 augustus 1996 een mini-concert op de Uitmarkt in Amsterdam. Het optreden, dat live werd uitgezonden op tv, is het laatste van Robert Jan Stips met de groep. Stips besloot alleen verder te gaan. Ook begeleidde hij conferencier Freek de Jonge.

### 1996-2003:Alankomaat,WoolenNits Hits

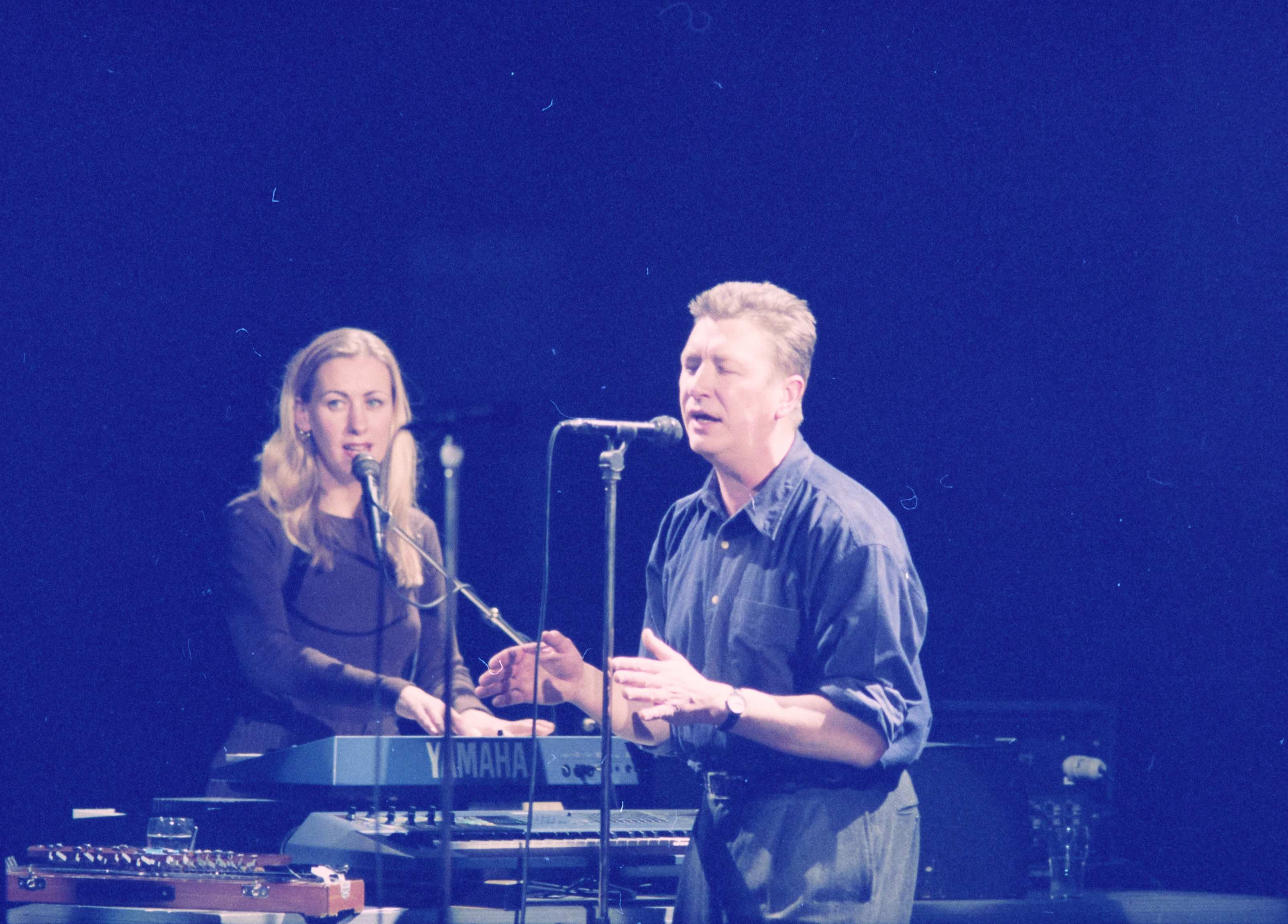
Henk Hofstede en Laetitia van Krieken in Hoofddorp, 1998

Met Stips verlieten ook Bakker en Peter Meuris de band. Hofstede en Kloet besloten om door te gaan en werkten in 1997 aan een nieuw album, dat in begin 1998 verscheen met de naam Alankomaat, "Nederland" ("Lage Landen") in het Fins. Tijdens de tournee werden Hofstede en Kloet bijgestaan door Arwen Linnemann (bas en zang) en 'Titia' Laetitia van Krieken (keyboards en zang). Zij traden later toe tot de band. Na de tegenvallende verkoop van de cd kondigde Nits in het najaar van 1999 haar vertrek aan bij platenmaatschappij Sony/Columbia. De band stapte over naar het kleinere Play It Again Sam (PIAS).
In mei 2000 verscheen de cd Wool. Het album werd over het algemeen goed ontvangen. Alom werd gesproken van een 'nieuw begin'. Wat vooral opviel waren de invloeden van soul en jazz en indringende teksten over de dood van een fan, de aanslag op Rob Scholte en vergankelijkheid in het algemeen. Onder andere de zangeres Leona Philippo is op Wool te horen. In september 2000 ging Nits met Junkie XL en Arling & Cameron voor twee optredens naar de Japanse hoofdstad Tokio. Dit ter gelegenheid van vierhonderd jaar ononderbroken betrekkingen tussen Nederland en Japan. Later dat jaar vierde de groep met de fans het 25-jarig bestaan (de eerste Nits-conventie).
Later in 2000 verscheen het dubbele verzamelalbum Nits Hits. 
Begin 2003 verscheen de cd Als Je Voelt Wat Ik Voel. De opbrengsten ervan gingen naar BOSK, een organisatie voor mensen met een motorische handicap. Het album bevat Nederlandstalige nummers, die voor een deel zijn geschreven door Henk Hofstede en zijn uitgevoerd door Nits en gasten zoals Freek de Jonge en Frank Boeijen. Eind juni 2003 verscheen het soloalbum Het Draagbare Huis van Henk Hofstede. De songs op de cd zijn gebaseerd op de video-installatie Portable House, die Hofstede maakte voor de Biennale in het Musée d'Art Contemporaine in Lyon (2001).

### 2003-2006: 30-jarig jubileum,1974&Les Nuits
In het kader van het 30-jarige bestaan van de band keerde Robert Jan Stips in eerste instantie tijdelijk terug bij Nits. De toetsenist werkte mee aan het album 1974 en ging mee op tournee. Arwen Linnemann liet de tournee aan zich voorbijgaan vanwege de geboorte van haar eerste kind vlak voor de tournee, zij keerde ook hierna niet meer terug in de band. Laetitia van Krieken besloot in de zomer van 2004 de groep te verlaten, terwijl Robert Jan Stips besloot bij de band te blijven. Henk Hofstede maakte eind 2004 en begin 2005 een solotournee, waarbij hij vooral nummers van de cd Het Draagbare Huis speelde.
Op 20 maart 2005 werd voor de tweede keer een Nits-fandag gehouden in Stairway to Heaven in Utrecht. Fans speelden nummers van de band en Nits zelf trad op, onder meer met ex-leden van de groep. Kevin Hearn van de Canadese groep Barenaked Ladies speelde het nummer Cabins mee, een van zijn favoriete Nits-nummers. In september 2005 speelde de band een concert samen met het Residentie Orkest met nieuwe arrangementen van oude hits en meer obscure nummers. Hierna deed de band drie huiskamerconcerten waar ze onder andere enkele nieuwe nummers ten gehore bracht samen met bekender werk, alles onversterkt en akoestisch. De groep was na een uitstapje naar PIAS teruggekeerd bij Sony en in oktober 2005 kwam een nieuw album van Nits uit, getiteld Les Nuits. De kern van het album wordt gevormd door drie nummers die over de moord op Theo van Gogh gaan, die plaatsvond in de straat waar zanger Henk Hofstede woont. Nits, nu als trio, begon in oktober met een tournee langs theaters in Nederland. Ook deed de groep onder meer België, Finland, Zwitserland en voor het eerst Londen aan.
In januari 2006 kwam er een livealbum genaamd Normal Sunday Live uit van de concerten die enkele Nits-leden gaven met de band van de Zwitserse componist Simon Ho en leden van de Finse traditionele folkgroep Värttinä. Henk Hofstede, Rob Kloet en de voormalige Nits-leden Arwen Linnemann, Laetitia van Krieken en Vera van der Poel maakten deel uit van de groep die omgedoopt was tot Ho Orchestra. De cd, opgenomen in Bazel in februari 2005, bevat zes Nits-nummers en songs van Simon Ho en Värttinä.

### 2006-2010:Doing The Dishes, soloprojecten &Strawberry Wood

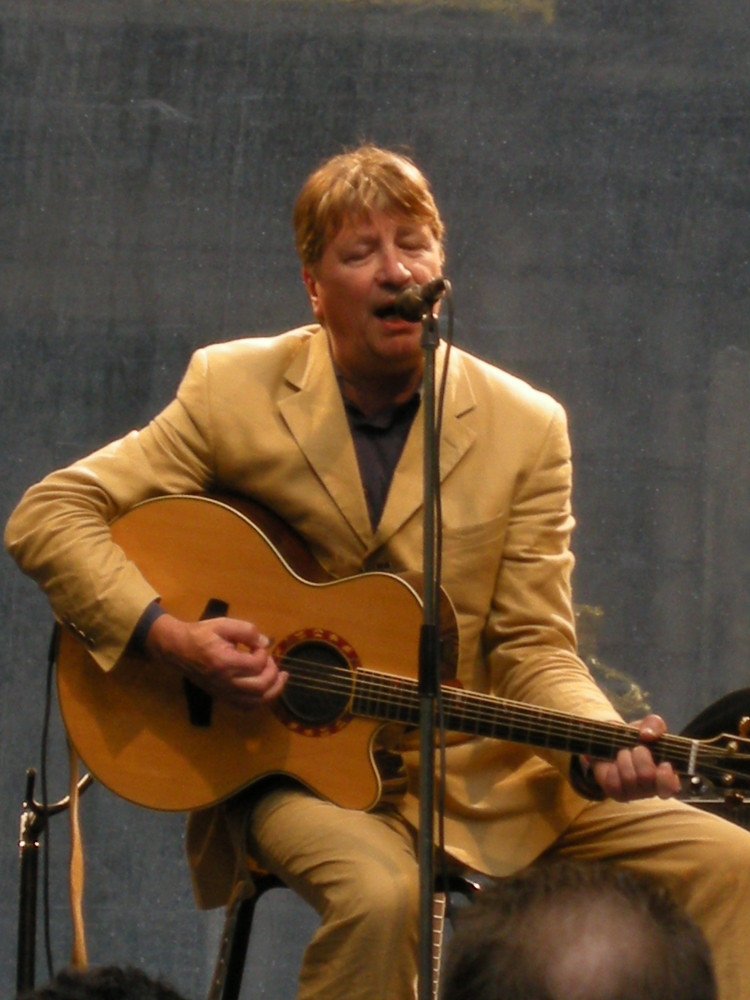
Henk Hofstede (september 2008)

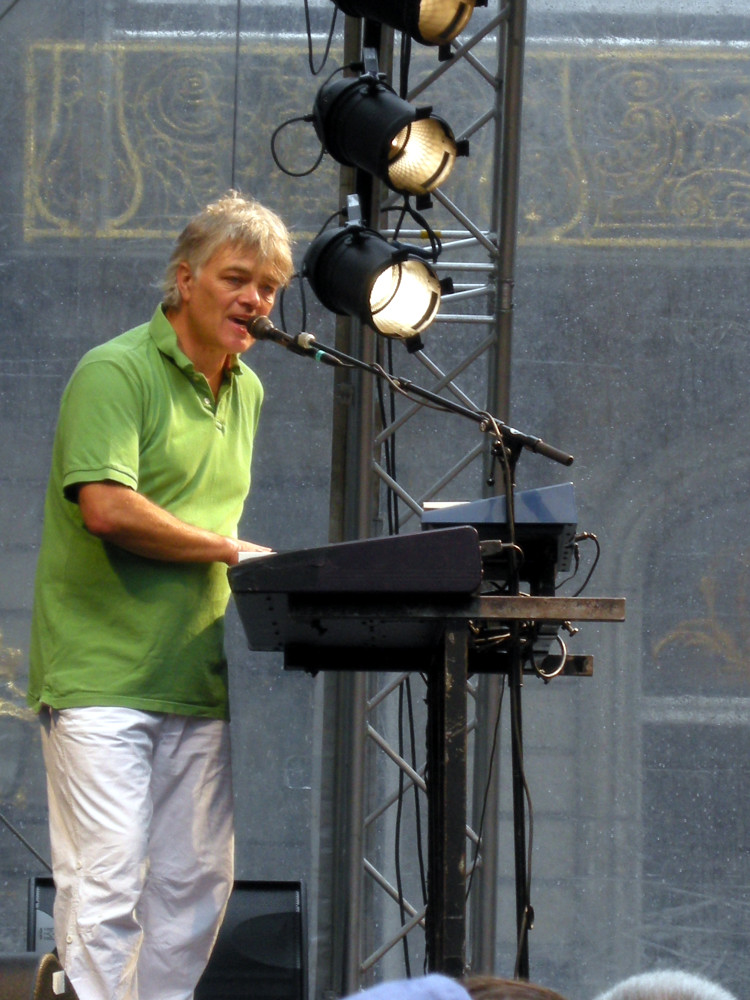
Robert Jan Stips

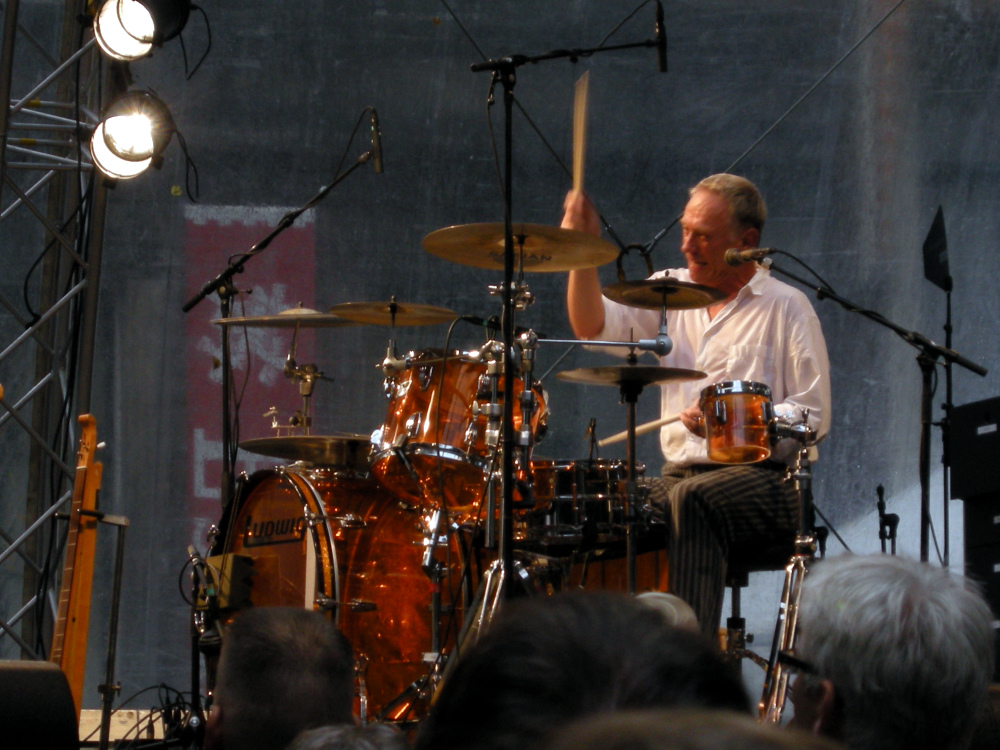
Rob Kloet

Eind 2006 eindigde de Les Nuits tour in de Amsterdamse poptempel Paradiso, na onder meer een duo-tournee met de rockband Uriah Heep door Duitsland. In begin 2007 werkten de bandleden aan enkele soloprojecten. Halverwege het jaar begonnen de opnamen van het nieuwe, uptempo album Doing The Dishes, dat op 21 januari 2008 uitkwam. Geholpen door zeer goede verkoop van het album op iTunes (met drie extra nummers) behaalde het album een top-10-notering in de Mega Album Top 100. Zoals gebruikelijk werd het album gevolgd door een tournee die tot in 2009 voortduurde. Rond kerst 2008 kwam er een boek uit, genaamd TRUCE Diaries. Een Zwitserse uitgever vroeg de band een dagboek bij te houden en artistieke bijdragen te leveren aan het boek. Het resultaat was een collectie dagboekfragmenten en schetsen van de drie bandleden en een interview met Hofstede, alsmede een cd met daarop zeer ruwe demo's van de Doing the Dishes sessies.
In oktober 2009 – na de Aardige Jongens tournee van Henk Hofstede met Frank Boeijen en Henny Vrienten – verscheen de cd Strawberry Wood. Het album bevatte 12 nummers, waarvan een aantal uit de zeer productieve Doing the Dishes sessies kwam. Een Beatlesque album met zowel muzikaal als tekstueel verwijzingen naar diverse Beatles-songs. Het album bereikte de #11-plek in de Album Top 100. De eerste single was Halwelka, eveneens de opener van de optredens tijdens Strawberry Wood tour. De tournee duurde tot in 2010.

### 2011-2014:Malpensa,NITS?en 40-jarig jubileum
In 2011 werkte de band in haar eigen studio De Werf, maar ook in Kytopia (de Utrechtse studio van Kyteman) en in Castel Burio in Piëmont (Italië), aan een nieuw album. Het album Malpensa verscheen op 9 maart 2012 en bevatte onder andere de songs Man On A Wire (over de Fransman Philippe Petit die in 1974 tussen de Twin Towers koorddanste), het Cohenesque Love-Locks en het zeven minuten durende Bad Governments And Its Effects On Town And Country, waarop ook Colin Benders (Kyteman) meespeelt. Het album werd door pers en publiek zeer positief ontvangen. Muziektijdschrift OOR noemt Malpensa een album "waarbij het na verscheidene keren beluisteren opvalt hoe sterk de melodieën zijn en hoe verslavend het album is", en noemt het "het voorlopige hoogtepunt in een wederopstanding die met Doing The Dishes (2008) werd ingezet", om vervolgens af te sluiten met "de Nits hebben [sic] een Grote Plaat aan hun imposante oeuvre toegevoegd".
Rond de releasedatum van Malpensa werd Stips uitgeschakeld door een serieuze infectie aan zijn hand. Hierdoor kon hij enige maanden niet op tournee om het album te promoten. Hij werd tot aan de zomer van 2012 tijdelijk vervangen door oud-Nits-lid Laetitia van Krieken. Bij een van de laatste optredens voor de zomer nam Stips weer plaats achter de toetsen voor een aantal nummers. Na de zomer keert Stips weer volledig terug voor het vervolg van de tournee. Eind 2012 komt een bijzondere single-versie uit van Bad Government And Its Effects On Town And Country. Het gaat om een remix van Perquisite met een gastbijdrage van Dazzled Kid (Voicst) en wederom Colin Benders (Kyteman).
In 2013 maakte Nits de muziek voor de documentairefilm De Koning van Mont Ventoux van regisseur Fons Feyaerts. De 7 tracks tellende soundtrack The King Of Mont Ventoux kwam uit via iTunes en is te beluisteren op Spotify.
De jaren 2014-2015 stonden voor een belangrijk gedeelte in het teken van het 40-jarig bestaan van de band. Begin 2014 kwamen de eerste albums (Tent, New Flat, Work en Omsk) opnieuw uit en speelde de band enkele shows met repertoire uit 1974-1984. Later in het jaar volgden een jubileumshow in Paradiso waarbij het 3 cd-compilatiealbum NITS? (inclusief de nieuwe tracks Mother Drone, White Glove Transportation en Our Daily Bred) werd gepresenteerd, en een show in de schouwburg van Haarlem, waarbij diverse gasten (o.a. Spinvis, Henny Vrienten, Tim Knol, Boudewijn de Groot, Ricky Koole, George Kooymans en enkele oud-bandleden) songs met de band vertolkten. Tijdens de show in Paradiso werden Hofstede, Kloet en Stips tot hun verbazing geridderd in de Orde van Oranje-Nassau door burgemeester Eberhard van der Laan van Amsterdam.
Eind 2014 zond Het Uur Van De Wolf de documentaire Over Grenzen – 40 jaar Nits uit, waarin de band wordt gevolgd tijdens het jubileumjaar, inclusief het bezoek aan Zwitserland waar een groep muzikanten het album ISNT NITS presenteert met nieuwe vertolkingen van 51 Nits-songs, waaronder Boy In A Tree, Dutch Mountains, Love-Locks, The Train en Les Nuits. Ook Henny Vrientens versie van J.O.S. days, getiteld J.O.S. Vrees, is op het album te vinden dat op dubbel-cd uitkwam, maar ook via onder andere Spotify is te beluisteren.

### 2015-2016:Hotel Europa, FRITS-reünie &Ting!voorstelling
In maart 2015 verscheen het dubbel-cd-livealbum Hotel Europa, met opnamen die werden gemaakt tussen 1990 en 2014. Met uitzondering van de hit Dutch Mountains bestaat het album uit songs die in diezelfde periode werden geschreven (van Giant Normal Dwarf tot en met Malpensa), en begint zo precies waar Urk in 1989 eindigde. Het album kreeg lovende kritieken en kwam op nummer 5 de Nederlandse Album Top 100 binnen, de hoogste positie voor de band sinds Urk (nr. 2, 1989) en de eerste top 10-notering sinds Doing The Dishes (nr. 8, 2008). Ondertussen toerde de band heel 2015 door Europa.
In september 2015 werd tijd vrijgemaakt voor drie reünie-optredens met Freek De Jonge als FRITS. Daarna volgde eind oktober een toer door Duitsland, waarbij songs uit het hele oeuvre de revue passeren.
In november 2015 verschenen alle albums van Nits – inclusief projecten als Hjuvi en FRITS – op Spotify, Deezer en Apple Music.
In augustus 2016 speelde Nits samen Scapino Ballet een preview van de voorstelling Ting! – een jubileumvoorstelling van Scapino Ballet met livemuziek van Nits – op Lowlands. Ook de Uitmarkt in Amsterdam werd aangedaan. Samen met Scapino en New Cool Collective gaf de band een voorproefje van Ting! met The Red Dog van het album Les Nuits. Het optreden werd op tv en online uitgezonden.
De voorstelling – die in september en (begin) oktober in de Ferro Dome in Rotterdam stond – is "een ontdekkingsreis in een wereld waarin alles kan. Waar reuzen kunnen dansen en mensen kunnen vliegen. Een aaneenschakeling van excentrieke personages in bizarre en onwerkelijke scènes neemt de toeschouwer mee in een tijdloze fantasiewereld. Soms grotesk en gevaarlijk, dan weer ontroerend en poëtisch." Tijdens de voorstelling kwamen songs als Five Fingers, Ting, The Swimmer, Les Nuits, Nescio, The Flowers en In the Dutch Mountains voorbij. In totaal speelde de band voor 25.000 aanwezigen. Eind 2016 speelde de band een korte tour, getiteld BRNO.

### 2017-2022: trilogieangst,Knot&NEON
In augustus 2017 kondigt de band een nieuw album – angst – aan en een nieuwe Europese tour. Het album is geïnspireerd op verhalen die Henk Hofstede's moeder hem vertelde over het leven tijdens en in de jaren na de Tweede Wereldoorlog. Het wordt voorafgegaan door digitale surprise releases van de songs Flowershop Forget-Me-Not,Yellow Socks & Angst en Pockets Of Rain. Op 15 september – de dag van release – plaatst Spotify Yellow Socks & Angst op de populaire New Music Friday playlist. Ondanks dat het album uitkomt bij WERF Records, het eigen label van de band, en het voornamelijk via de Nits-website wordt verkocht, komt angst op #40 binnen in de Nederlandse Album Top 100. Op 22 november speelt de band Radio Orange bij De Wereld Draait Door, waarna angst terugkeerde naar de iTunes Top 15. In januari 2018 bracht Spotify de playlist This Is: Nits uit, met 40 songs van Tutti Ragazzi tot In the Dutch Mountains en van Three Sisters tot Pockets Of Rain. Van Tent (1979) tot het album angst (2017).
In december 2017 verscheen Met NITS op reis, bij uitgeverij Kdx BoOks!. Het boek is geschreven door Henk Hofstede en de Belgische radioman, reporter, fotograaf, muzikant en B&B-gastheer Pierre De Decker. Aan de hand van impressies en ontmoetingen in diverse steden, vertelt Henk over de carrière van Nits: hoe hun nummers zijn ontsproten aan en terug te voeren naar geografische plekken.
In het najaar van 2018 ging de voorstelling Ting! van Nits met Scapino in reprise in het Amsterdamse Carré en het Nieuwe Luxor in Rotterdam, in totaal vijftien uitverkochte voorstellingen. In december kreeg de angst-toer nog een staartje met twaalf concerten in Nederland en België.
In het voorjaar van 2019 dook Nits de Werf in om te werken aan nieuw materiaal. Op 22 november 2019 verscheen het album Knot, dat wederom zeer positief werd ontvangen door onder andere OOR, Parool en Written in Music.
Op maandag 16 mei 2022 ging De Werf - sinds meer dan 40 jaar de studio, het archief en de uitvalsbasis van de band - niet meer te redden in vlammen op. Een groot verlies voor de band en de Nederlands-Europese muziekwereld. Het nieuwe Nits-album was er vlak voor de brand nog afgerond. In december 2021 werd de video voor single Beromünster er nog opgenomen.
Op 30 september 2022 verscheen het album NEON, de derde in een trilogie met angst (2017) en Knot (2019). Het album werd voorafgegaan door de singles en video's Sunday Painter, The Ghost Ranch en het eerder genoemde Beromünster. Spotify voegde de song Shadow Letter op de dag van release toe aan haar populaire New Music Friday playlist.

### 2023-heden:Dial Nits podcast,Tree House Fire, 50-jarig jubileum
Na de internationale NEON Tour werkte de band in 2023 aan het mini-album Tree House Fire in Studio 150 in Amsterdam. Op 12 januari verscheen de eerste single The Tree, die ook de aftrap was van het 50-jarig jubileumjaar, met onder andere een internationale tour en jubileumshows in Carré, Amsterdam. 
Op zondag 14 januari postte de band de The Tree video op hun Facebook- en Instagram-pagina's met de woorden: The Tree...Oosterpark…Amsterdam…Autumn and Winter 2023 2024… 
Op 19 januari verscheen het album, waarbij de song The Bird door Spotify in de New Music Friday werd geplaatst. OOR Magazine schreef: "Month Of May" en "Big Brown Building Burning" beschrijven vrij direct de brand. Daarna gaat hun fantasie met de gebeurtenissen op de loop. In "The Bird" beleven we de brand vanuit het perspectief van de vogel in de boom naast de studio. Het resultaat mag zo worden bijgeschreven in de rij Nits-klassiekers. Wie na vijftig jaar nog zulke mooie muziek maakt, kun je maar één ding toewensen: op naar de honderd!
Ondertussen verscheen eveneens de podcast-serie Dial Nits, waarin Henk Hofstede, Rob Kloet en Robert Jan Stips in gesprek terugkijken op hun 50-jarige carrière. Ook medewerkers, vrienden en familie uit verschillende landen aan het woord komen. De podcast is ondere te horen op Spotify.

## Crew
Naast de kernleden van Nits – Hofstede, Kloet en Stips – maken ook de broers Paul en Tom Telman officieel deel uit van de band. Paul Telman is al sinds de oprichting van de band verantwoordelijk voor het geluid tijdens de concerten en de opnamen in de studio. Tom Telman voegde zich ongeveer drie jaar later bij de band als roadie en werd later verantwoordelijk voor het licht en de videoprojecties tijdens concerten, tevens is hij de webmaster van de band.
De manager van de band, Aad Link, kwam in 1981 samen met Robert Jan Stips bij de band. Samen hebben ze een verleden dat teruggaat tot de Supersister-periode. Toen Stips de band verliet tussen 1996 en 2003, was ook Links betrokkenheid bij de band gereduceerd tot het regelen van buitenlandse optredens, waarbij zijn contacten zeer bruikbaar waren. Hij keerde als volledig manager terug toen ook Stips zich weer bij de band voegde.

## Studio

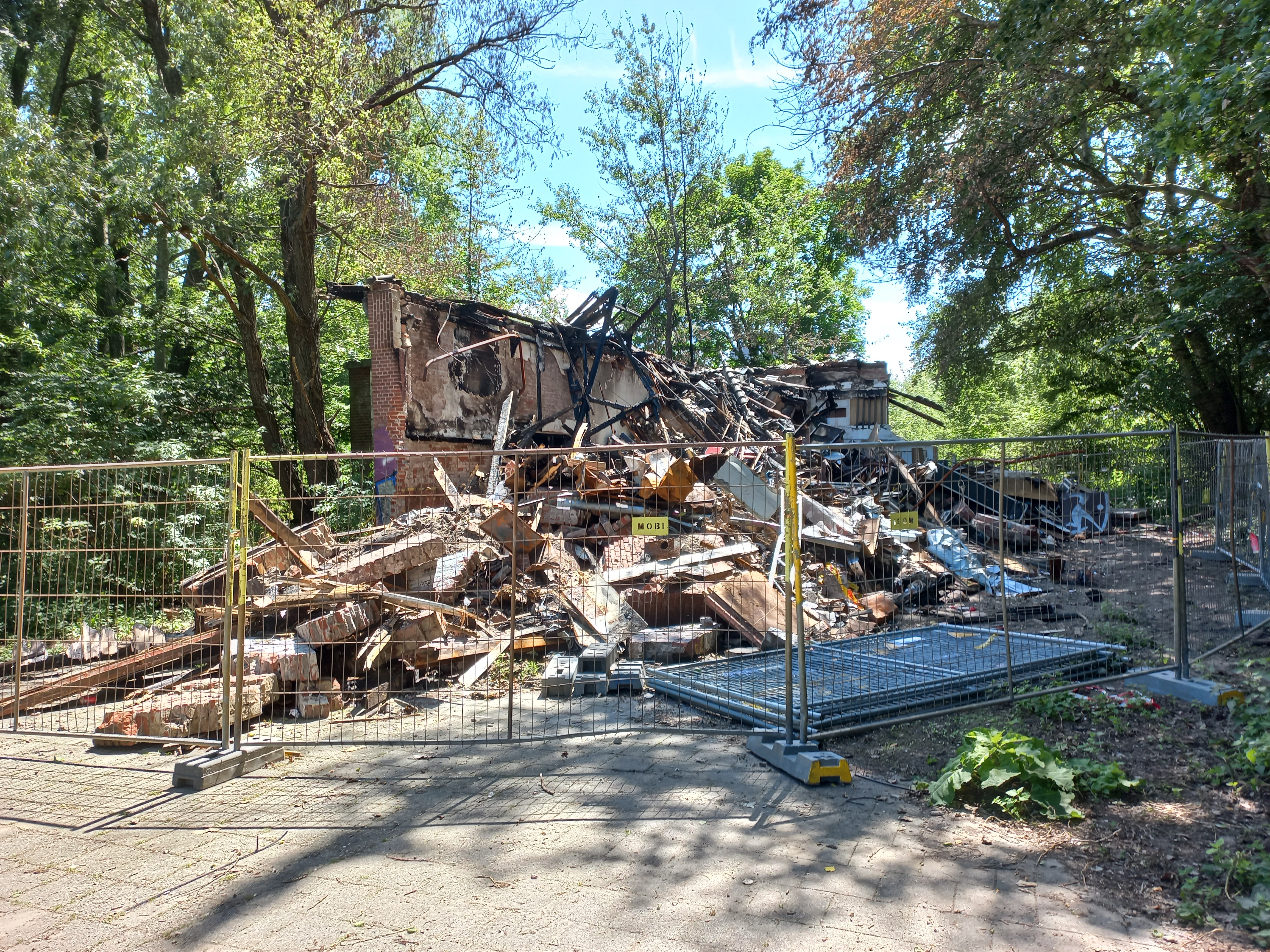
Afgebrande studio De Werf (juni 2022)

Sinds het midden van de jaren 80 huurt de band een voormalig gymzaaltje van de gemeente Amsterdam. In eerste instantie was dit een oefenruimte, maar later werd er (eigen) opnameapparatuur geïnstalleerd en werden bijna alle albums sindsdien opgenomen in wat de Werf-studio was gaan heten (naar de locatie aan de Molenwerf). Hoewel de gemeente weleens heeft laten weten dat de locatie niet gegarandeerd is, gebruikte de band de ruimte in 2017 nog steeds.
De Werf is een zeer klein gebouw met een kleine hal, een ruime vloer waar kan worden geoefend en opgenomen kan worden en waar podiumconstructies kunnen worden gebouwd en getest. Er is een aparte ruimte voor het drumstel. De opnameapparatuur en een luisterruimte zijn aanwezig op een vlonder die uitkijkt over de opnamevloer. Verder is er een smal keukentje, dat ook als kantoor dient, en een zolder waar veel oude instrumenten en podiumvoorwerpen liggen opgeslagen.
De Werf wordt in principe alleen gebruikt door Nits, al hebben enkele andere bands er ook wel gerepeteerd of opgenomen (o.a. De Dijk).
Een paar honderd meter verderop lag ook een oefenruimte genaamd “De Werf”. Aan de Haarlemmerweg 502 stond een oud verlaten woonhuisje. Dit was eigendom van Makelaar P. Hoen en hij gebruikte het als speculatieobject, vooral vanwege de grond. Het huisje werd vanaf 1967 tot 1974 gebruikt door de Amsterdamse Rock/Blues groep Space 7 (later, deels, Spargo). Het pand is ergens midden jaren 80 gesloopt. Deze “de Werf” wordt nogal eens verward met de oefenruimte van Nits.
Op 16 mei 2022 brak brand uit in De Werf, waarbij het gebouw geheel uitbrandde. De apparatuur, de instrumenten en een gedeelte van het archief van de band gingen in de vlammen op.

## Discografie

### Albums
| Album met eventuele hitnotering(en) in de Nederlandse Album Top 100 | Datum van verschijnen | Datum van binnenkomst | Hoogste positie | Aantal weken | Opmerkingen                              |
| ------------------------------------------------------------------- | --------------------- | --------------------- | --------------- | ------------ | ---------------------------------------- |
| The Nits                                                            | 1978                  | -                     |                 |              | als The Nits                             |
| Tent                                                                | 1979                  | -                     |                 |              | als The Nits                             |
| New flat                                                            | 1980                  | -                     |                 |              | als The Nits                             |
| Work                                                                | 1981                  | -                     |                 |              | als The Nits                             |
| Omsk                                                                | 1983                  | 02-04-1983            | 8               | 9            | als The Nits                             |
| Kilo                                                                | 1983                  | 03-12-1983            | 19              | 10           | als The Nits (mini-album)                |
| Adieu, Sweet Bahnhof                                                | 1984                  | 13-10-1984            | 27              | 5            | als The Nits                             |
| Henk                                                                | 1986                  | 07-06-1986            | 45              | 10           | als The Nits                             |
| In the Dutch mountains                                              | 1987                  | 31-10-1987            | 9               | 27           | als The Nits                             |
| Hat                                                                 | 1988                  | 19-11-1988            | 11              | 30           | als The Nits (mini-album)                |
| Urk                                                                 | 1989                  | 28-10-1989            | 2               | 29           | Livealbum                                |
| Giant normal dwarf                                                  | 1990                  | 20-10-1990            | 13              | 11           |                                          |
| Ting                                                                | 1992                  | 03-10-1992            | 14              | 12           |                                          |
| Hjuvi                                                               | 1992                  | -                     |                 |              | met Radio Symfonie Orkest                |
| Da da da                                                            | 1994                  | 16-04-1994            | 27              | 8            |                                          |
| Dankzij de dijken                                                   | 1995                  | 25-03-1995            | 19              | 17           | als Frits met Freek de Jonge             |
| Nest                                                                | 1995                  | 28-10-1995            | 34              | 14           | Verzamelalbum                            |
| Quest                                                               | 1995                  | -                     |                 |              | B-kanten                                 |
| In concert                                                          | 1996                  | -                     |                 |              | Promotie-livealbum                       |
| Alankomaat                                                          | 1998                  | 21-03-1998            | 42              | 8            |                                          |
| Nits hits                                                           | 2000                  | -                     |                 |              | Verzamelalbum (2 cd's)                   |
| Wool                                                                | 2000                  | -                     |                 |              |                                          |
| Dubbelgoud                                                          | 2001                  | -                     |                 |              | Verzamelalbum                            |
| 1974                                                                | 2003                  | 22-11-2003            | 95              | 1            |                                          |
| Les nuits                                                           | 24-10-2005            | 31-10-2005            | 63              | 8            |                                          |
| Doing the dishes                                                    | 21–01-2008            | 26-01-2008            | 8               | 9            |                                          |
| Truce diaries                                                       | 2008                  | -                     |                 |              | Demo bij boek                            |
| Strawberry wood                                                     | 16-10-2009            | 24-10-2009            | 11              | 5            |                                          |
| Malpensa                                                            | 09-03-2012            | 17-03-2012            | 45              | 5            |                                          |
| The King Of Mount Ventoux                                           | 2013                  |                       |                 |              | Original Soundtrack ep (iTunes, Spotify) |
| NITS?                                                               | 21-03-2014            | 28-03-2014            | 35              | 1            | Verzamelalbum (3 cd's + dvd)             |
| Hotel Europa – live recordings 1990-2014                            | 10-03-2015            | 20-03-2015            | 5               | 4            | Livealbum (2 cd's)                       |
| Angst                                                               | 15-09-2017            | 23-09-2017            | 40              | 1            |                                          |
| The Golden Years of Dutch Pop Music [A&B-sides 1977-1988]           | 16-08-2018            | 12-08-2018            | 76              | 1            | Verzamelalbum (2 cd's)                   |
| Knot                                                                | 22-11-2019            | 29-11-2019            | 97              | 1            |                                          |
| Neon                                                                | 30-09-2022            |                       |                 |              |                                          |
| Tree House Fire                                                     | 19-01-2024            |                       |                 |              | (mini-album)                             |

| Album met hitnotering(en) in de Vlaamse Ultratop 200 albums | Datum van verschijnen | Datum van binnenkomst | Hoogste positie | Aantal weken | Opmerkingen        |
| ----------------------------------------------------------- | --------------------- | --------------------- | --------------- | ------------ | ------------------ |
| Nest                                                        | 1995                  | 11-11-1995            | 48              | 1            | Verzamelalbum      |
| Hotel Europa – live recordings 1990-2014                    | 2015                  | 28-03-2015            | 180             | 1            | Livealbum (2 cd's) |

### Singles
| Single met eventuele hitnotering(en) in de Nederlandse Top 40 | Datum van verschijnen | Datum van binnenkomst | Hoogste positie | Aantal weken | Opmerkingen                                                                          |
| ------------------------------------------------------------- | --------------------- | --------------------- | --------------- | ------------ | ------------------------------------------------------------------------------------ |
| Yes or no                                                     | 1977                  | 12-03-1977            | tip7            | -            | als The Nits                                                                         |
| Tutti ragazzi                                                 | 1980                  | 23-02-1980            | 31              | 3            | als The Nits / Nr. 22 in de Nationale Hitparade / Nr. 29 in de TROS Top 50           |
| Red tape                                                      | 1982                  | 20-02-1982            | 24              | 4            | als The Nits / Nr. 39 in de Nationale Hitparade / Nr. 23 in de TROS Top 50           |
| Nescio                                                        | 1983                  | 26-03-1983            | 8               | 8            | als The Nits / Nr. 10 in de Nationale Hitparade / Nr. 10 in de TROS Top 50           |
| Sketches of Spain                                             | 1983                  | 10-12-1983            | 24              | 4            | als The Nits / Nr. 28 in de Nationale Hitparade / Nr. 23 in de TROS Top 50           |
| In the Dutch mountains                                        | 1987                  | 24-10-1987            | 14              | 8            | als The Nits / Nr. 21 in de Nationale Hitparade Top 100 / VARA Parkeerschijf Radio 3 |
| J.O.S. days                                                   | 1988                  | 06-02-1988            | 23              | 5            | als The Nits / Nr. 20 in de Nationale Hitparade Top 100                              |
| The panorama man                                              | 1988                  | -                     |                 |              | als The Nits / Nr. 88 in de Nationale Hitparade Top 100                              |
| The dream                                                     | 1988                  | 03-12-1988            | 26              | 5            | als The Nits / Nr. 28 in de Nationale Hitparade Top 100                              |
| The train                                                     | 1989                  | 18-02-1989            | tip6            | -            | als The Nits / Nr. 34 in de Nationale Hitparade Top 100                              |
| Adieu Sweet Bahnhof (Live)                                    | 1989                  | 18-11-1989            | 26              | 5            | Nr. 28 in de Nationale Top 100                                                       |
| Home before dark (Live)                                       | 1990                  | 17-03-1990            | tip13           | -            | Nr. 50 in de Nationale Top 100                                                       |
| Radio shoes                                                   | 1990                  | 06-10-1990            | tip3            | -            | Nr. 31 in de Nationale Top 100                                                       |
| Giant normal dwarf                                            | 1990                  | 15-12-1990            | tip17           | -            | Nr. 71 in de Nationale Top 100                                                       |
| Long forgotten story                                          | 1991                  | -                     |                 |              | Nr. 73 in de Nationale Top 100                                                       |
| Soap bubble box                                               | 1992                  | 10-10-1992            | 37              | 3            | Nr. 40 in de Nationale Top 100                                                       |
| Dankzij de dijken (In the Dutch mountains)                    | 1994                  | 15-04-1995            | tip6            | -            | als Frits met Freek de Jonge / tip10 Mega Top 50                                     |
| The flowers                                                   | 01-2008               | -                     |                 |              | Nr. 88 in de Single Top 100                                                          |

| Single met hitnotering(en) in de Vlaamse Ultratop 50 | Datum van verschijnen | Datum van binnenkomst | Hoogste positie | Aantal weken | Opmerkingen                                |
| ---------------------------------------------------- | --------------------- | --------------------- | --------------- | ------------ | ------------------------------------------ |
| Yes or no                                            | 1977                  | -                     |                 |              | als The Nits / Nr. 25 in de Radio 2 Top 30 |
| Nescio                                               | 1983                  | -                     |                 |              | als The Nits / Nr. 14 in de Radio 2 Top 30 |
| In the Dutch mountains                               | 1987                  | -                     |                 |              | als The Nits / Nr. 30 in de Radio 2 Top 30 |

### NPO Radio 2 Top 2000
| Nummers met noteringen in de NPO Radio 2 Top 2000 | '99 | '00 | '01 | '02 | '03 | '04 | '05 | '06 | '07 | '08 | '09 | '10 | '11 | '12 | '13 | '14 | '15  | '16  | '17  | '18  | '19  | '20  | '21  | '22  | '23  | '24  |
| ------------------------------------------------- | --- | --- | --- | --- | --- | --- | --- | --- | --- | --- | --- | --- | --- | --- | --- | --- | ---- | ---- | ---- | ---- | ---- | ---- | ---- | ---- | ---- | ---- |
| In the Dutch Mountains                            | 437 | 363 | 390 | 636 | 250 | 483 | 486 | 458 | 697 | 477 | 408 | 316 | 493 | 494 | 588 | 524 | 711  | 723  | 675  | 707  | 735  | 689  | 776  | 756  | 820  | 866  |
| Nescio                                            | 340 | 211 | 352 | 436 | 311 | 558 | 513 | 635 | 815 | 560 | 738 | 625 | 711 | 747 | 891 | 860 | 1202 | 1194 | 1151 | 1629 | 1376 | 1320 | 1509 | 1472 | 1594 | 1665 |

1. ↑  Een vetgedrukt getal geeft de hoogste notering van een nummer aan.

## Noot
1. ↑  Jan Vollaard, De passie van drie neten in de pels, NRC 17 maart 2014
2. ↑  Gera de Leeuw, Bent u ook zo benieuwd naar Scapino?. Circusweb (10 september 2016). Geraadpleegd op 17 augustus 2021.
3. ↑  https://www.facebook.com/nits.nl
4. ↑  https://oor.nl/albums/tree-house-fire/
5. ↑  https://dial-nits.podigee.io/